# Ryōko Uno
Ryōko Uno (jap. 宇野 涼子, Uno Ryōko; * 9. November 1975 in Sagamihara) ist eine ehemalige japanische Fußballspielerin.

## Karriere

### Verein
Sie begann ihre Karriere bei NTV Beleza, wo sie von 1990 bis 1999 spielte. Sie trug 1990, 1991, 1992 und 1993 zum Gewinn der Nihon Joshi Soccer League bei. 2000 folgte dann der Wechsel zu TEPCO Mareeze. 2007 beendete sie Spielerkarriere. 

### Nationalmannschaft
Uno wurde 1991 in den Kader der japanischen Nationalmannschaft berufen und kam bei der Asienmeisterschaft der Frauen 1991 zum Einsatz. Sie wurde in den Kader der Weltmeisterschaft der Frauen 1995 berufen. Insgesamt bestritt sie sechs Länderspiele für Japan.

## Errungene Titel

### Mit Vereinen
- Nihon Joshi Soccer League: 1990, 1991, 1992, 1993

### Persönliche Auszeichnungen
- Nihon Joshi Soccer League Best XI: 1991, 1992, 1993